# Grupo volcánico Kunlun
Grupo volcánico Kunlun hace referencia a un vasto grupo de conos piroclásticos en las montañas de Kunlun, responsables de la erupción volcánica más reciente en la historia de China.
El volcán de mayor altitud llega a 5.808 metros (19.055 pies) es el más alto en el hemisferio norte. La parte occidental del grupo contiene no menos de diez conos volcánicos jóvenes, así como Ashi-san, que ha entrado en erupción en tiempos históricos.
La erupción volcánica más reciente  de China y Kunlun tuvo lugar el 27 de mayo de 1951. Un equipo de construcción de carreteras informó que hubo una detonación fuerte y la expulsión de grandes rocas, y que emitieron "humo" por unos días. La erupción vino del cono Ashi-San.